# フランチーニ＝ポンティエル楽団
フランチーニ＝ポンティエル楽団(Orquesta FRANCINI=PONTIER)は、ヴァイオリン奏者のエンリケ・マリオ・フランチーニとバンドネオン奏者のアルマンド・ポンティエルの共同によるアルゼンチン・タンゴの楽団である。

## 成立
二人ともミゲル・カロー楽団の主要メンバーとして活躍後、そこから離れる形で1945年に結成。カローのような薄い上品な密度から離れ、ソロヴァイオリンの名人芸を前面に押し出した泣きの強いメロディーで一世を風靡した。

## 参考音盤
- FRANCINI-PONTIER GRAN ENCUENTRO, RCA Victor, RCA 4178.